# باشگاه فوتبال ویتریج
باشگاه فوتبال ویتریج (به انگلیسی: Witheridge Football Club) یک باشگاه فوتبال در شهر ویتریج، کشور انگلستان است که در سال ۱۹۲۰ میلادی تأسیس شده‌است.